# Pflegedokumentation
Die Pflegedokumentation ist die schriftliche Fixierung der geplanten und durchgeführten Pflege sowie die Dokumentation einzelner Schritte der Pflegeplanung. Sie ist ein zentrales Arbeitsmittel der professionellen Kranken-, Alten- und Kinderkrankenpflege. Die Pflegedokumentation dient der Sicherstellung der nächsten Arbeitsschritte der Pflegenden und der Kooperation bei der Versorgung der Pflegeempfänger (Patienten, Klienten, Heimbewohner) im Pflegeteam und mit beteiligten Berufsgruppen wie Ärzten. Sie umfasst alle Berichte und Formulare über den Pflegeverlauf der jeweiligen Person als Teil einer Krankenakte, die auch virtuell als elektronische Patientenakte geführt sein kann. Ihr wichtigster Teil ist aus pflegerischer Sicht die Pflegeplanung.

## Die Pflegedokumentation als notwendiges Handwerkszeug

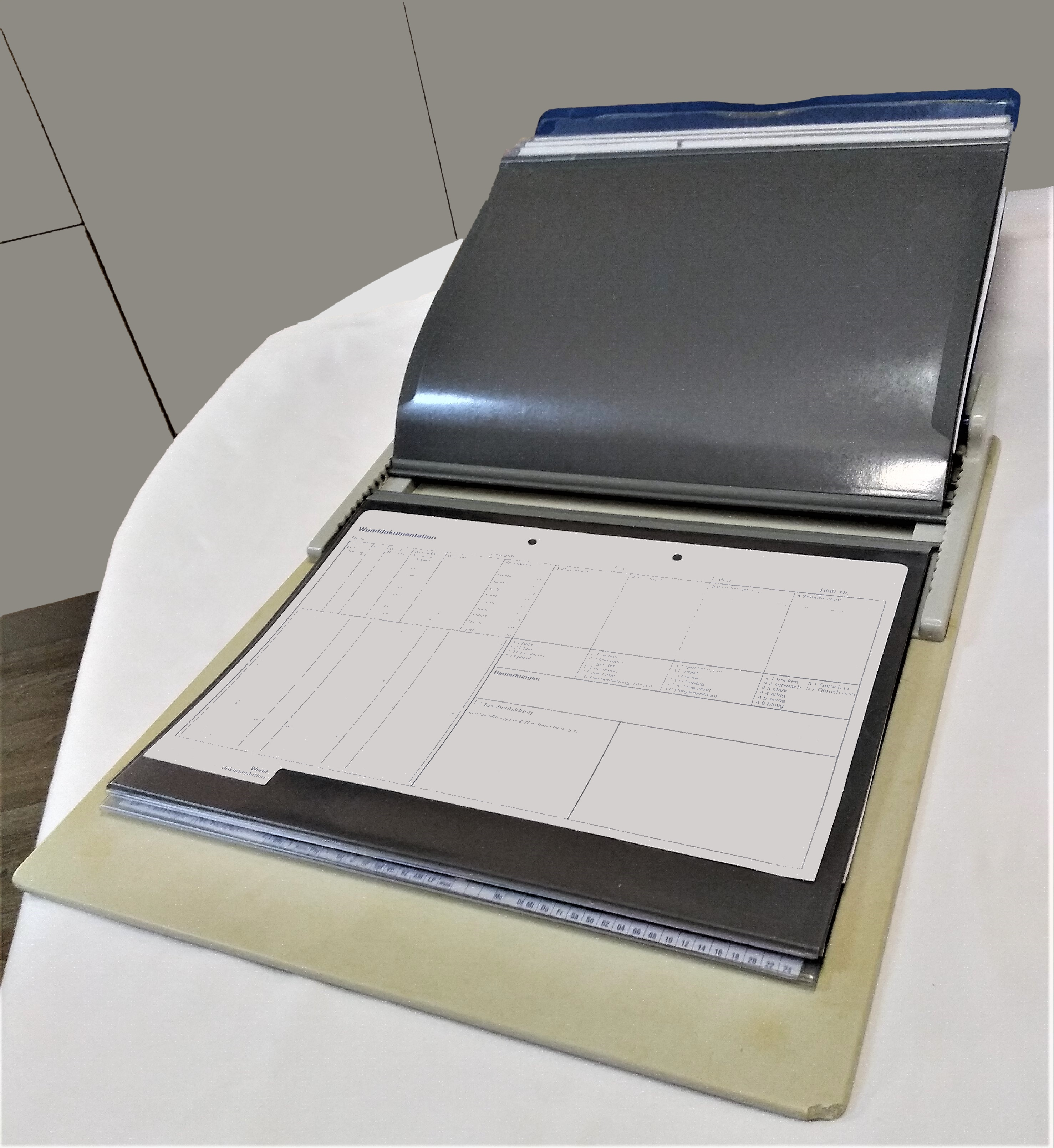
Planette mit Mappen zur Papierdokumentation

Die individualisierte Pflegedokumentation oder Dokumentationsmappe sammelt alle schriftlichen Berichte, Protokolle, Pläne und Formulare etc. über eine Person als eine Akte, die den Pflegeverlauf dieser Person zusammenführt. Sie ersetzt früher verwendete Sammellisten oder Übergabebücher, in denen alphabetisch oder chronologisch berichtet oder aufgezählt wird, was von Pflegekräften einer Arbeitsgruppe getan wurde oder es zu einer Person zu berichten gab. Damit waren die Informationen auf mehrere Stellen verteilt und schlecht nachvollziehbar. Ihr wichtigster Teil ist aus pflegerischer Sicht die Pflegeplanung (pflegerische Arbeitsvorbereitung). Aus ökonomischer Sicht ist es der Leistungsnachweis als Grundlage der Abrechnung mit dem jeweiligen Kostenträger. Sie verhindert insgesamt Informationsverluste, die bei rein mündlicher Weitergabe zwischen vielen Personen leicht entstehen könnten.
Auf dem Markt befinden sich mehr oder weniger komplette Formularsysteme für unterschiedliche Arbeitsfelder. Außer diversen Karteiblättern oder Formularen sind Mappen und Planetten, Kurvenwagen oder Karteitröge zu der bereichsweisen Zusammenfassung der Dokumentationsmappen erforderlich. Per Datenverarbeitung am PC lässt sich die Dokumentation auch papierlos abbilden. Die Dateneingabe kann mittels Tastatur, Touchscreen oder über diverse Scannersysteme erfolgen. Das setzt eine zusätzliche Einarbeitung in die jeweilige Software bei allen Mitarbeitenden voraus.
Benutzt wird sie täglich bei Übergaben, Dienstbesprechungen und dem zeitnahen Notieren aller wichtigen Tätigkeiten. Sie wird bei Arztvisiten und bei Überprüfungen der Heimaufsicht, des Medizinischen Dienstes der Krankenversicherungen (MDK) oder bei in- und externen Qualitätssicherungsverfahren herangezogen. Der tägliche Zeitaufwand zur Dokumentation liegt zwischen fünf bis fünfzehn Minuten pro versorgte Person.
Eine ganzheitliche Pflege ist nach dem allgemeinen Berufsverständnis der Pflegeberufe wesentlich mehr als ausgefüllte Formulare. Diese sollen nur sicherstellen, dass keine wesentlichen Informationen verloren gehen.

## Bestandteile einer Pflegedokumentation
Stammdaten,
Pflegeplanung,
Überwachungsblatt (Tages- oder Wochenkurven, Listen, Tabellen),
Beobachtungen, Bericht (frei formuliert),
ärztliche Verordnungen, etwa Medikamente, verordnete Diät,
Aufschreibungen, Leistungsnachweise und anderes.
Das Dokumentationssystem wird systematisch in mehreren Teilen in Stammdaten, Pflegeplanung, ärztliche Behandlungen, Überwachungsblatt und in die frei formulierten Berichte im Pflege- oder Tagesbericht genannten Formular und etwaige Zusatzblätter gegliedert. Ergänzt werden Screening- oder Pflegeassessment.
Häufig verwendete Zusatzblätter sind: Krankenblatt/Fieberkurve, Medikamentenverordnungen und -gabe, Jahres-/Monatsübersichten (Stuhlgang, Bad/Duschen, Friseur, Fußpflege, Arztbesuch, Drainagen- und Katheterwechsel, Diätformen), Verwaltung von mitgebrachten Gegenständen und Geldern.
Stammdaten(meist das obere Blatt, bei Draufsicht) Namen, Kassenzugehörigkeit, Kostenträger; Wohnadresse, Angehörige und deren Erreichbarkeit; rechtlicher Betreuer oder Sachwalter, vorhandene Vorausverfügungen. Verwaltungsmerkmale. Dieses Blatt enthält viele unveränderliche Daten, aber auch einige, die ergänzt werden müssen oder die ihre Bedeutung mit der Zeit auch wieder verlieren. Insofern widerspricht das der Bezeichnung Stammdaten.
Ärztliche BehandlungenNamen und Erreichbarkeit der Ärzte, Therapeuten oder Behandlungszentren, die in die Versorgung eingebunden sind. Diagnosen, wichtige frühere Krankheiten (Angaben aus der ärztl. Anamnese), Medikation bei Aufnahme, Dauer-Medikation, Bedarfs-Medikation (wann, bis zu welcher Tagesdosis); Lieferung der verordneten Medikamente durch Apotheken o. ä.; Notarztbesuche und -verordnungen; ständig zu beachtende ärztl. Verordnungen, wann Krankenhausaufenthalte; wiederkehrende Erkrankungen mit Notfallcharakter und deren Erstbehandlung. BTM-Medikation. Evtl. befinden sich diese Informationen auch mit in der Kurve, dem tabellarischen Überwachungsblatt.
PflegeGewohnheiten, Fähigkeiten etc. nach ATL/AEDL; Aufnahmegespräch (vgl. Heimaufnahme); bisherige Pflege (zusammenfassender Bericht); Pflegeanamnese; Risikoeinschätzungen (z. B. Dekubitusrisiko nach Norton- oder Braden-Skala); vorläufig geplante pflegerische Versorgung bzw. Pflegeplanung; Tages- und Wochenstruktur, Reha-Beteiligung und ähnliches.
PflegeberichteSie können unterschiedlich strukturiert sein, z. B. wie ein Tagebuch oder nach Organisationsbereichen der Pflege. Leistungsnachweise können nach Kostenziffern oder Leistungspaketen aufgebaut sein.
Fokussierte PflegeberichteEine Art der Pflegedokumentation aus dem kanadischen Raum ist die Ordnung nach verschiedenen Fokussen. Jeder Fokus stellt ein akutes Problem des Patienten dar. Dieses Pflegeproblem wird durch Daten (D) dokumentiert. Der Pfleger plant daraufhin eine Aktion (A), die ebenfalls erläutert wird. Diese Aktion sollte innerhalb von 24 Stunden zu einem Resultat (R) führen, welches das Problem des Patienten behebt. Sollte das nicht möglich sein, muss ein Pflegeplan für dieses Problem erstellt werden.

## Elektronische Pflegedokumentation
Seit langem wird darüber in Fachkreisen diskutiert, wie förderlich Informations- und Dokumentationstechnologien in der Pflege(prozess)dokumentation sein können. Im Zusammenhang mit der Nutzendiskussion von elektronischen Patienten/-Bewohnerakten wird der Einsatz von standardisierten Pflegeklassifikationen verstärkt diskutiert und gefordert.
In einer Übersicht erwähnt Schrader in seiner Veröffentlichung folgende Klassifikationssysteme zur Pflegedokumentation in einer elektronischen Patienten-/Bewohnerakte:
- European Nursing Care Pathways (ENP) klassifiziert Pflegediagnosen, Pflegeziele und Pflegemaßnahmen.[7]
- International Classification of Nursing Practice (ICNP) mit Hilfe der Begriffe der verschiedenen Achsen können sowohl Aussagen zur Pflegediagnosen, -outcome und -pflegemaßnahme durch die Pflegeperson postkombinatorisch entwickelt werden.
- Leistungserfassung von Pflegeleistungen (LEP) klassifiziert Pflegeleistungen
- North American Nursing Diagnosis Association International (NANDA) klassifiziert Pflegediagnosen.[8]
- Nursing Outcomes Classification (NOC) klassifiziert pflegerische Outcomes[9]
- Nursing Interventions Classification klassifiziert pflegerische Interventionen.[10]
- Praxisorientierte Pflegediagnostik klassifiziert Pflegediagnosen und leitet zu exemplarischen Pflegezielen und Maßnahmen, welche außerhalb der Klassifikation stehen.[11]
- OMAHA-Klassifikationssystem
- HHCC/CCC Home Health Care Classification bzw. Clinical Care Classification System

### Zeitersparnis durch EDV
Ein Bericht des Statistischen Bundesamtes aus dem Jahr 2013 hat ergeben, dass die Dokumentation mit Papiersystemen grundsätzlich zeitsparender ist als die Dokumentation am Computer. Auffällig sei dabei der höhere Zeitwert für eine elektronische Erfassung. Das Ergebnis spiegele die Erfahrungen einiger befragter Pflegeeinrichtungen wider, bei denen ein vollelektronisches System als zeitaufwändiger erlebt wurde und deshalb eine Rückkehr auf ein manuelles oder teilweise elektronisches System erfolgt sei. In der stationären Pflege dauert die Dokumentation mit EDV durchschnittlich 12,6 Minuten pro Bewohner pro Tag, mit einer Papierdokumentation dagegen nur 10,3 Minuten.
Im ambulanten Bereich und in der Tagespflege benötigt man täglich durchschnittlich pro Patient rund 6 Minuten mit einer EDV- und 5 Minuten mit einer Papierdokumentation.

## Regeln zur Benutzung
Die Benutzung einer Pflegedokumentation ist über Regeln hausintern zu vereinbaren. Diese sollten beispielsweise umfassen:
- Der jeweils aktuelle Zustand soll sich in der Dokumentation wiederfinden.
- Gleiche Abkürzungen und Symbole – Einheitlichkeit zwischen den Stationen. Eine Dokumentation mit Abkürzungen, Symbolen etc. ist sicher zulässig, wenn die Bedeutung der Kürzel fälschungssicher hinterlegt wird und auch nach Jahren noch nachvollziehbar ist.
- Auch eine abgekürzte Pflegedokumentation unter Berufung auf Pflegestandards gilt als zulässig, wenn die zum Zeitpunkt der Dokumentation gültigen Standards auch nach Jahren noch nachvollziehbar bleiben (Archivierung).
- Die Dokumentation soll zeitnah erfolgen (also nicht erst zum Ende der Arbeitsschicht)
- Nachträglich erforderliche Änderungen (z. B. nach Irrtum) müssen als solche kenntlich gemacht sein.
- Was nicht namentlich abgezeichnet wird, gilt als nicht erbracht. Verantwortlichkeiten der Fachkräfte für Hilfskräfte.

## Entbürokratisierung
Über den notwendigen Umfang der Pflegedokumentation gibt es eine anhaltende Debatte. Viele Pflegende und Träger empfinden die Dokumentation als zu zeitaufwändig und in der Praxis als wenig hilfreich: „Pflegedokumentation und die aufwändige Pflegeprozessplanung werden heute sehr häufig mit Blick auf die Prüfungen des MDK und der Heimaufsicht bearbeitet. Der praktische Bezug zwischen pflegerischer Arbeit und dem Hilfsmittel ‚Pflegedokumentation‘ rückte dadurch in den vergangenen Jahren zunehmend in den Hintergrund“.
Um Alternativen zu gängigen Dokumentationssystemen zu entwickeln, wurden bereits zahlreiche Initiativen und Modellprojekte initiiert, unter anderem in Hamburg, Nordrhein-Westfalen, Bayern und Schleswig-Holstein. Aus dem schleswig-holsteinischen Modellprojekt ist das entbürokratisierte Dokumentationssystem PFLEGE·ZEIT hervorgegangen.
Wichtige Ergebnisse dieser Projekte sind u. a. folgende Ansätze:
- Übergang zu einem vierschrittigen Pflegeprozess,
- Reduzierung der Komplexität, die durch Pflegemodelle (AEDL/ATL) entstanden ist,
- Verzicht auf die Dokumentation von Einzelleistungen.

Diese Elemente finden sich auch in den Empfehlungen zur Grundstruktur einer entbürokratisierten Pflegedokumentation der Ombudsfrau zur Entbürokratisierung der Pflege im Bundesgesundheitsministerium, Elisabeth Beikirch. Diese ergeben sich aus dem Projekt „Praktische Anwendung des Strukturmodells - Effizienzsteigerung der Pflegedokumentation“, dessen Ergebnisse erstmals am 19. Februar 2014 in Berlin präsentiert wurden. Diesen Empfehlungen zufolge soll in Zukunft der Wunsch des pflegebedürftigen Menschen die Struktur der Pflegeplanung und -dokumentation bestimmen. Der ausführliche Bericht zum Projekt, in dem rund 60 Pflegeeinrichtungen und -dienste eine Modelldokumentation getestet haben, wurde im April 2014 veröffentlicht. Seit 2015 wird dies unter dem Projekt „Ein-STEP“ weitergeführt.

### Bücher
- V. Hielscher, L. Nock, S. Kirchen-Peters: Technikeinsatz in der Altenpflege. Potenziale und Probleme in empirischer Perspektive. Nomos/edition sigma, 2015.
- Birgitt Budnik: Pflegeplanung – leicht gemacht. 5. Auflage. Unter Mitarbeit von Reinhard Lay und Bernd Menzel. Urban & Fischer, München 2005, ISBN 3-437-26952-6.
- Friedhelm Henke: Pflegeplanung nach dem Pflegeprozess. individuell-prägnant-praktikabel. 3. Auflage. Kohlhammer Verlag, Stuttgart 2006, ISBN 3-17-019315-5.
- Ulrike Höhmann, Heidi Weinrich, Gudrun Gätschenberger: Aufgedeckt und ausgemerzt: Mängel an Dokumentationssystemen. „Die Bedeutung des Pflegeplanes für die Qualitätssicherung in der Pflege“ – ein Projekt des Agnes-Karll-Instituts. 1997.
- Petra Keitel: Handlungsorientierte Pflegedokumentation. Kohlhammer Verlag, Stuttgart 2007, ISBN 978-3-17-019302-4.
- Uwe Brucker, Gerdi Ziegler: Grundsatzstellungnahme: Pflegeprozess und Dokumentation. Handlungsempfehlungen zur Professionalisierung und Qualitätssicherung in der Pflege. Selbstverlag Medizinischer Dienste der Spitzenverbände der Krankenkassen e. V. (MDS), Essen 2005. (Download bei MDS möglich (ca. 800 kB, PDF))
- Elke-Erika Rösen: Richtig dokumentieren. Dokumentation in der Altenpflege. Urban & Fischer Verlag, 2007, ISBN 978-3-437-27950-8.

### Zeitschriften
- Angelika Abt-Zegelin, Hans Böhme, Peter Jacobs: „Patient unauffällig“ – Rechtliche und pflegefachliche Anforderungen an die Dokumentation, Teil 1-3. In: Die Schwester, Der Pfleger. 2004.
- Gabriele S. Herberger, Hindermann Anke: Anforderungen an die Pflegedokumentation. Erleichterung durch prozessorientierte Software. In: Die Schwester – Der Pfleger. 2004.
- Petra Keitel: Pflegedokumentation – aus Fehlern lernen, Teil 1–2. In: Pflegen Ambulant. (2) 2007, S. 23.
- Hans P. Wittig: Pflichtenheft für eine Pflegedokumentation. In: Das Altenheim. 31, 1992, S. 156–162.